# 安平站 (釜山廣域市)
安平站（：／ Anpyeong yeok */?）是釜山地鐵4號線的終點車站，位於韓國釜山廣域市機張郡鐵馬面古村里，韓語副站名為「古村住宅區」（고촌주택단지）。

## 車站結構
站體為1面2線島式月台的高架車站，候車月台設有月台幕門，並有4處出口。

### 月台配置
| 古村 ↑   |
| 下 上 \| |
| 起終點站 |

| 月台 | 路線               | 目的地                                 |
| ---- | ------------------ | -------------------------------------- |
| 上行 | ●釜山都市铁道4号线 | 盤如農產品市場、忠烈祠、東萊、美南方向 |
| 下行 | ●釜山都市铁道4号线 | 此站終着                               |

## 歷史
- 2011年3月30日：落成啟用。

## 車站周邊
- 安平機廠
- 新進初等學校

## 圖片

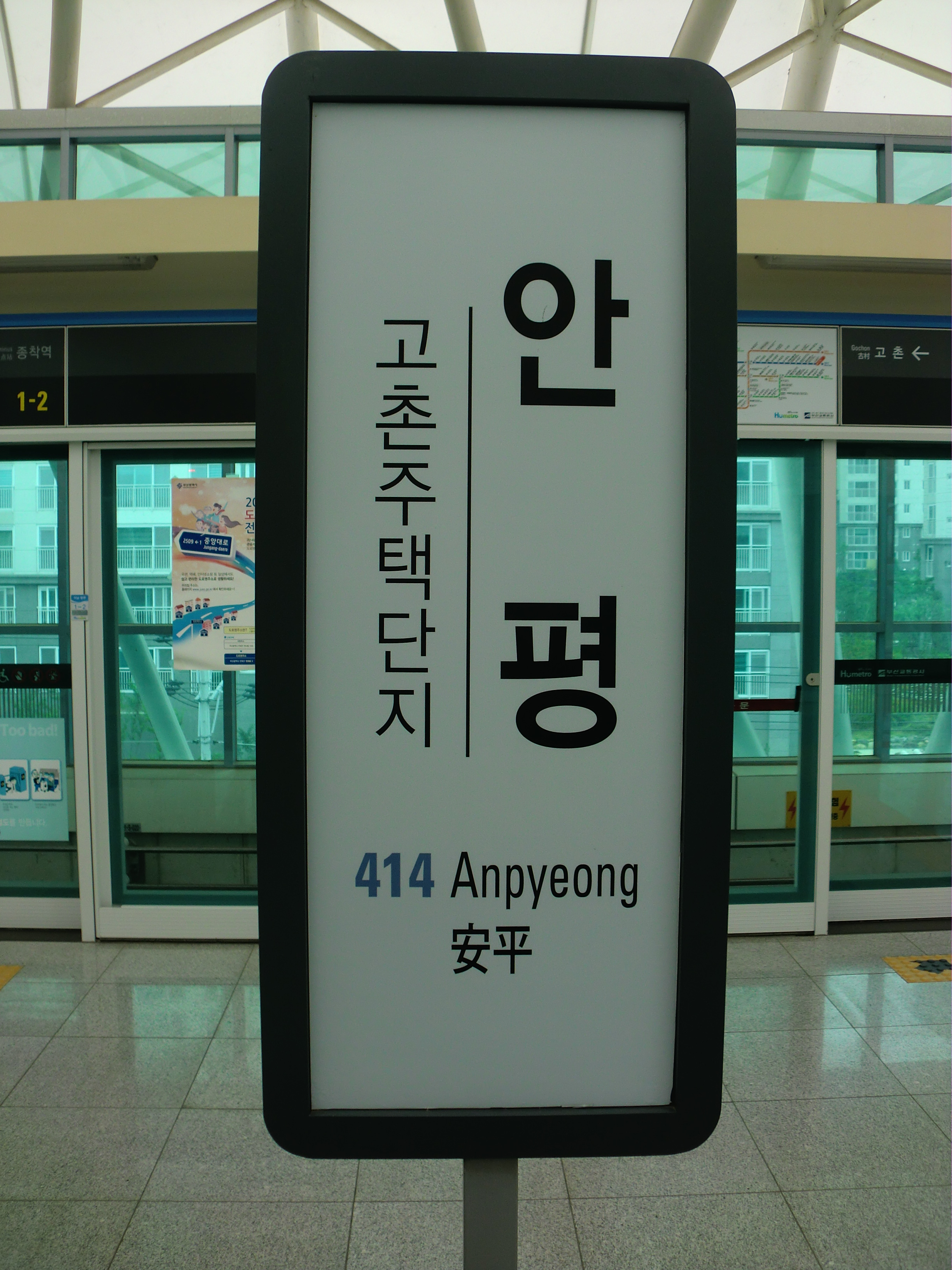
站名牌
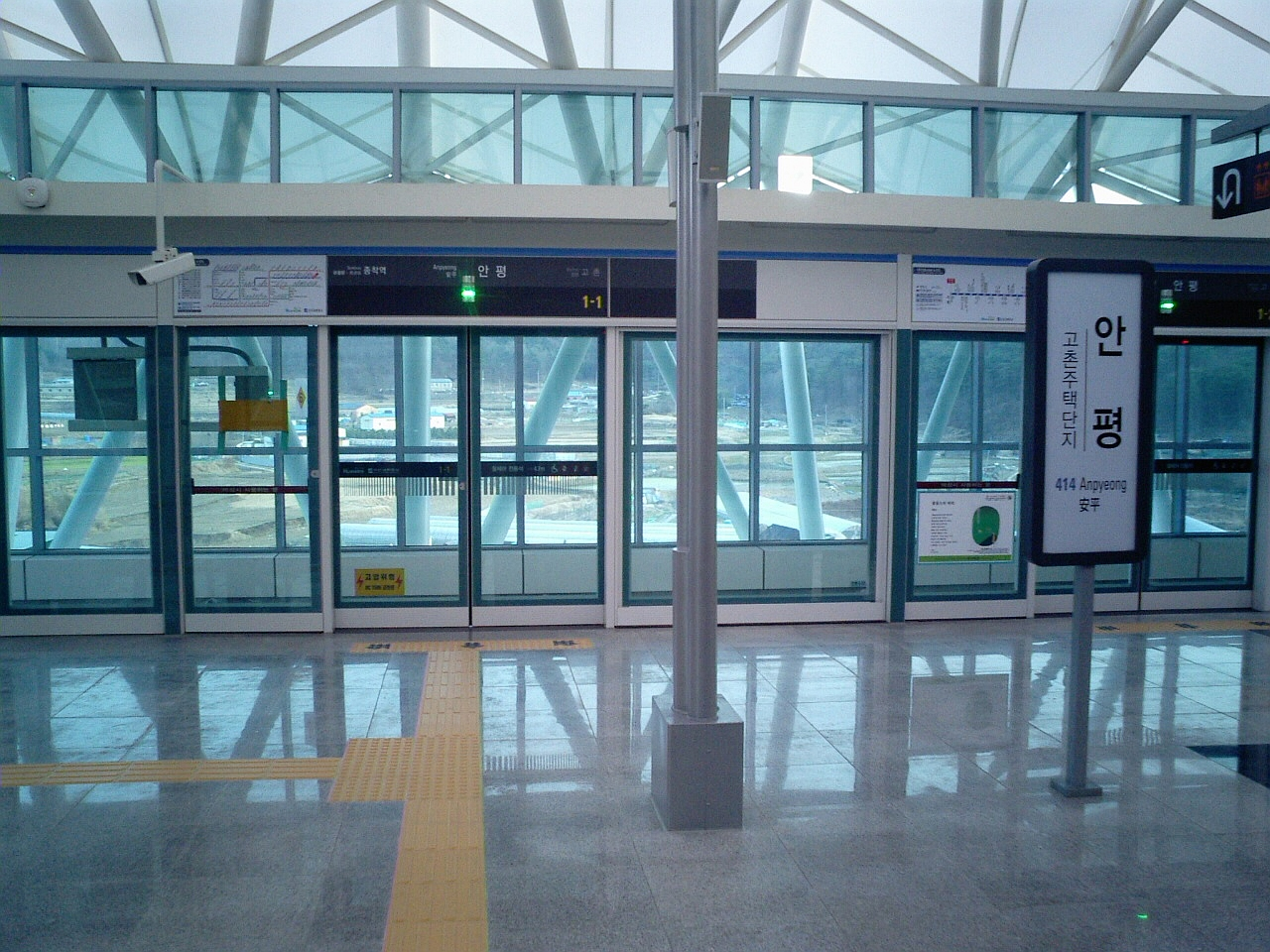
月台門
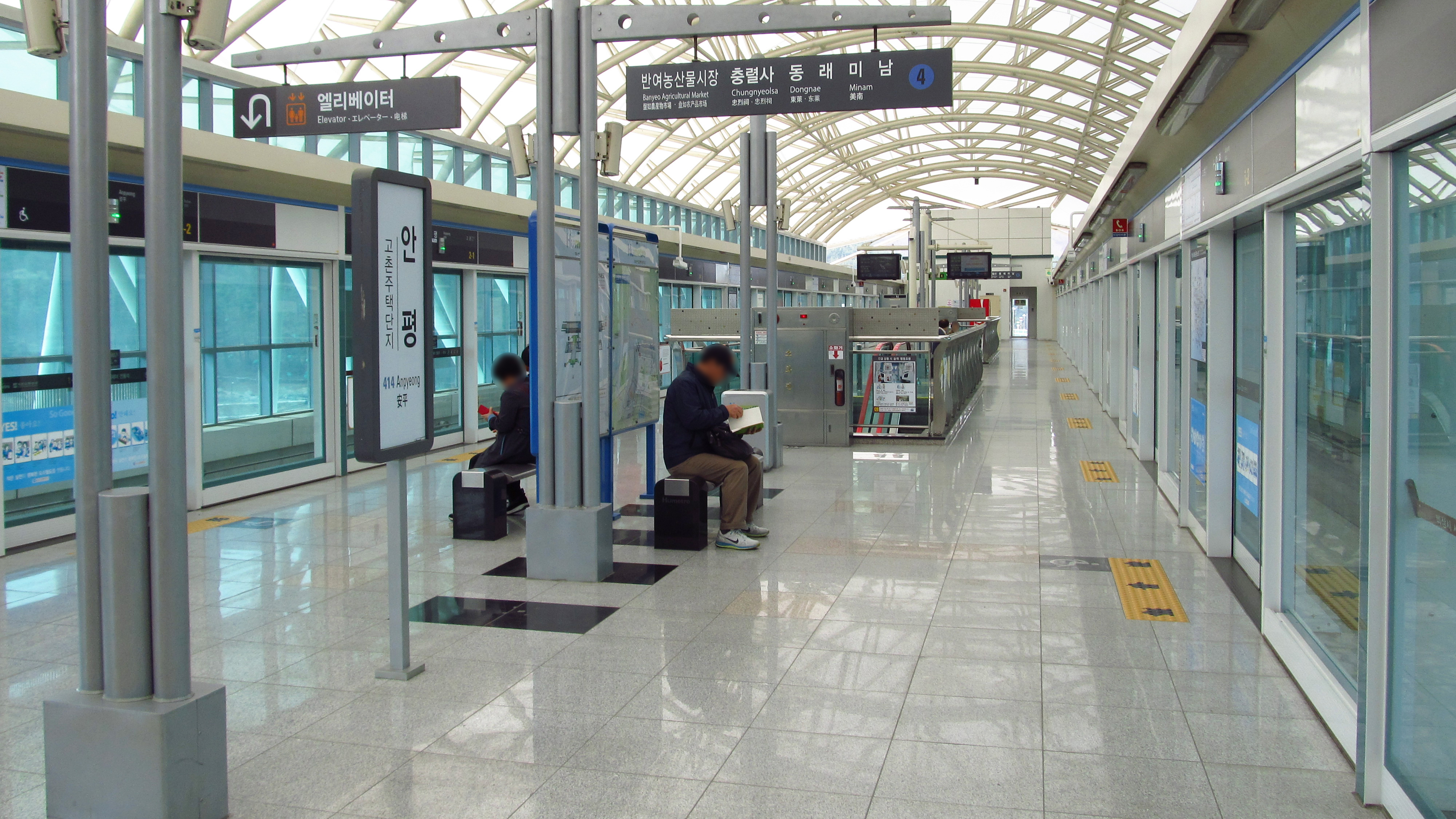
候車月台
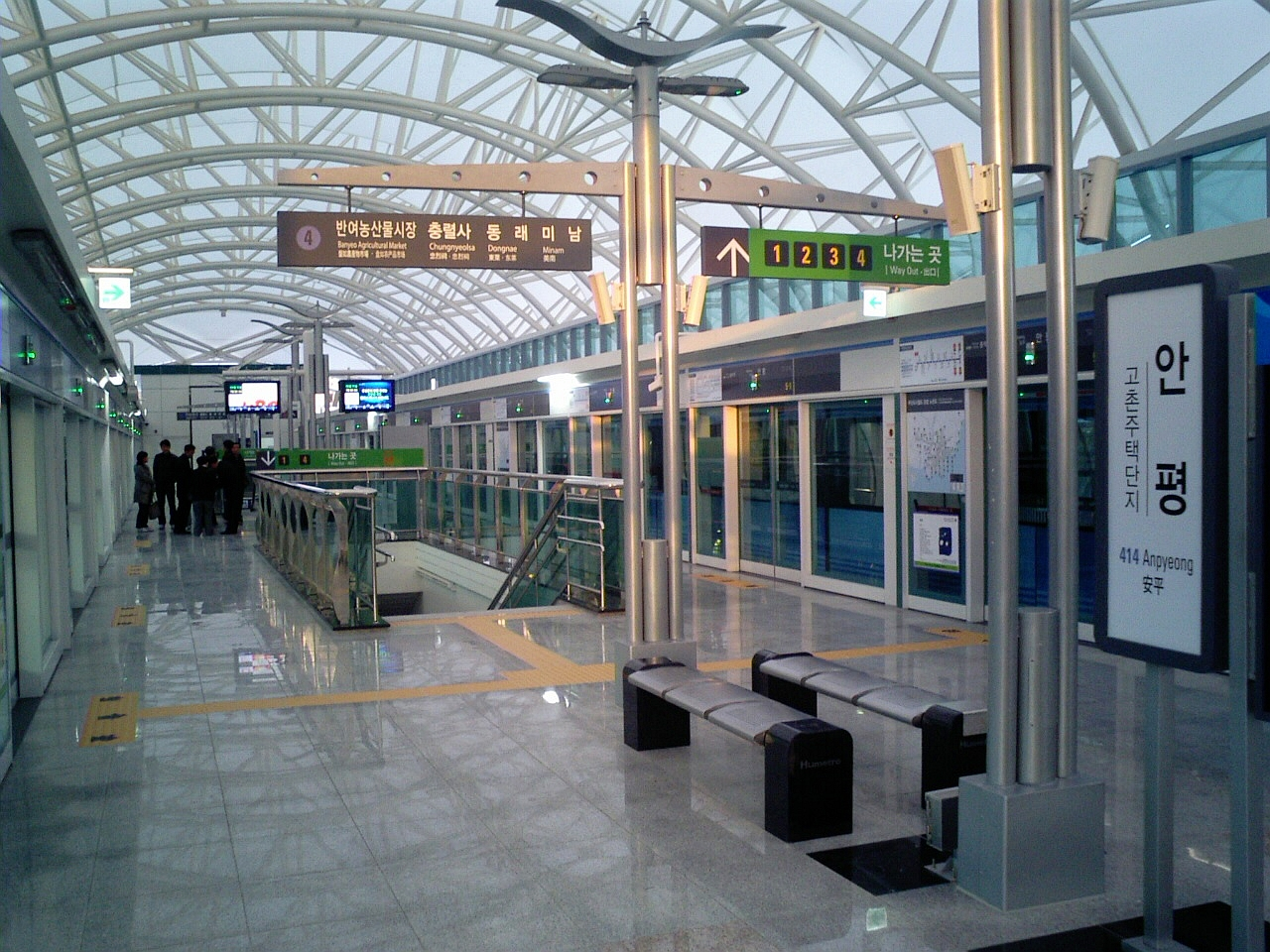
候車月台
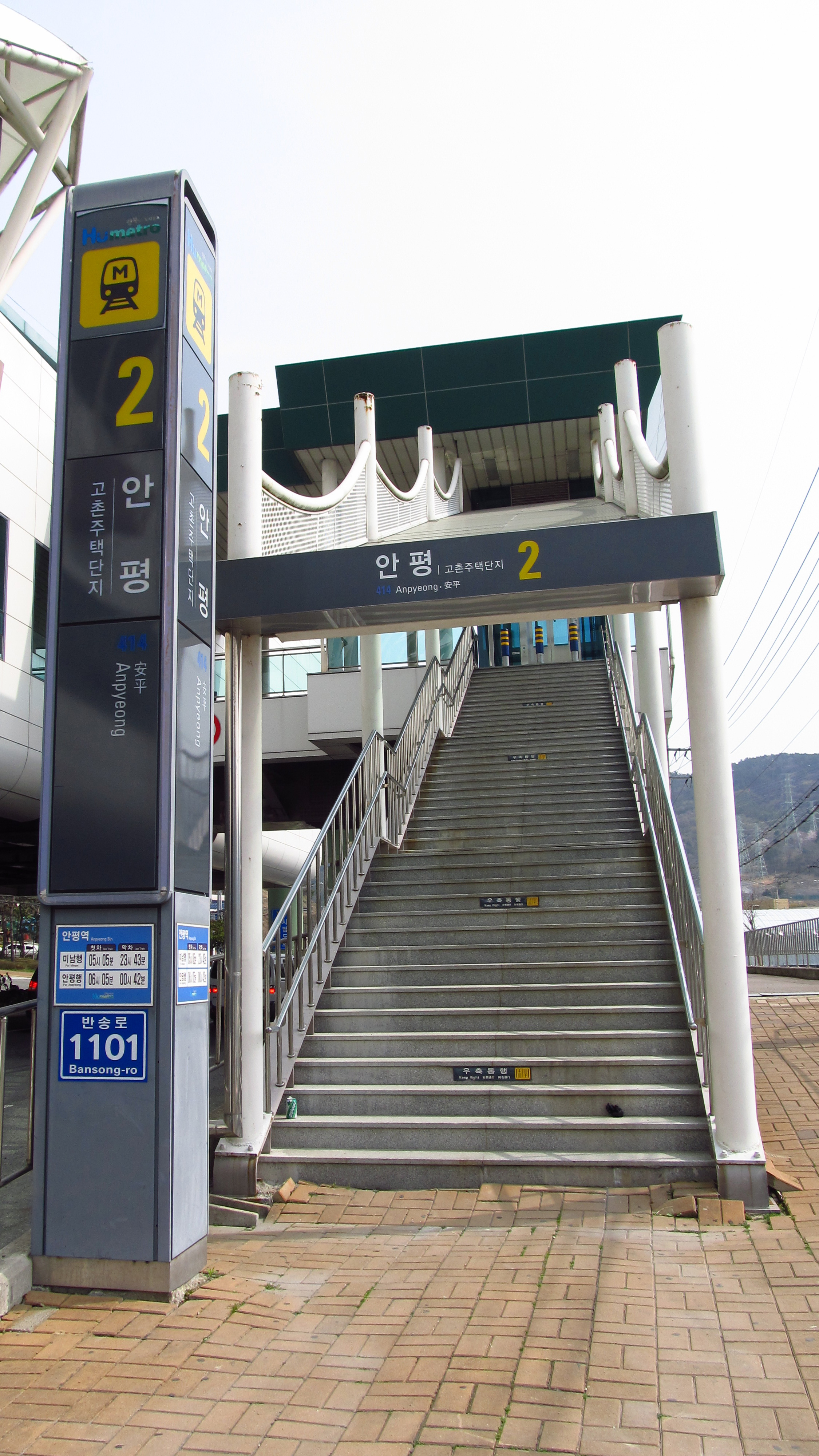
2號出口
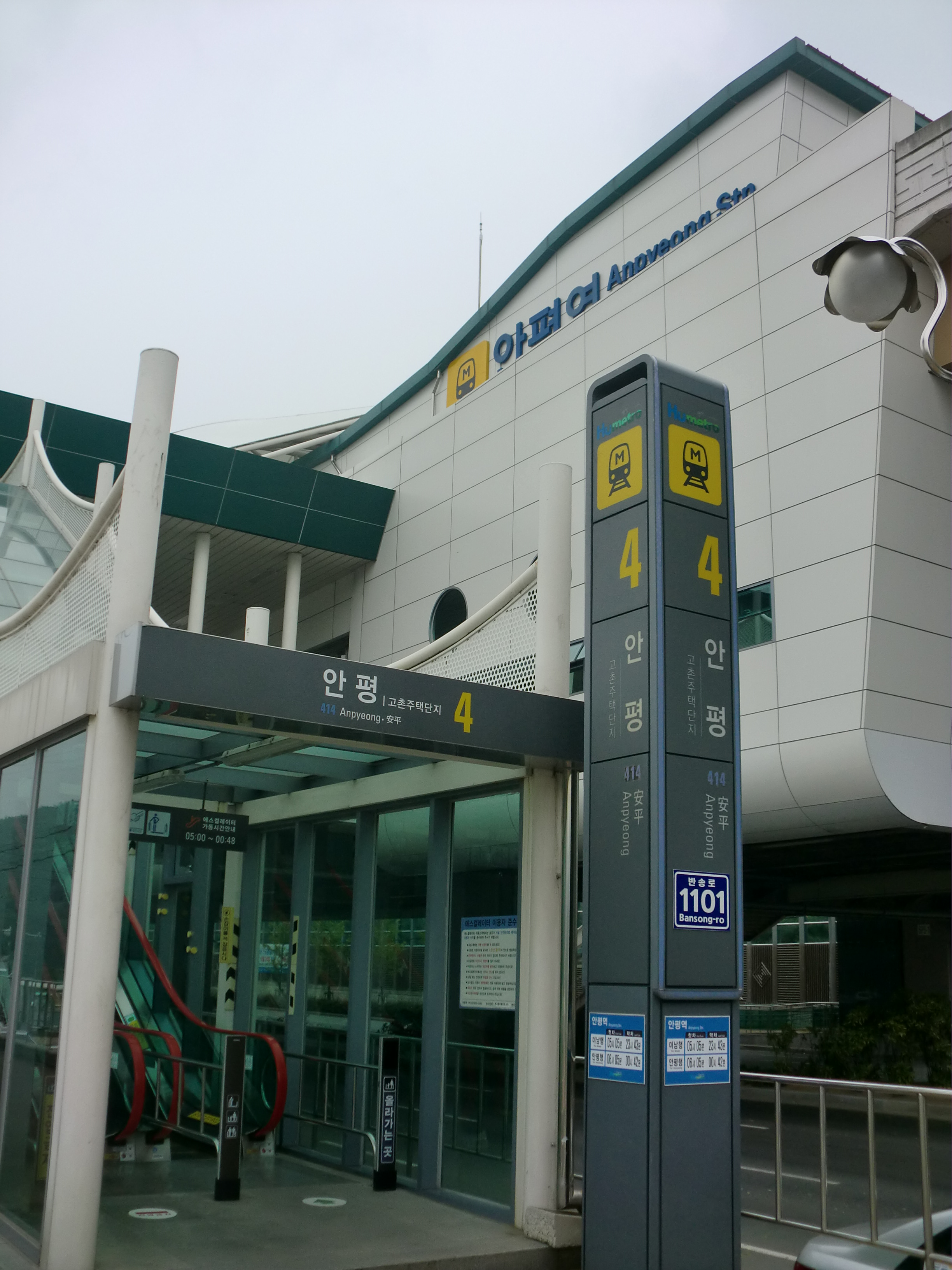
4號出口

## 相鄰車站
釜山交通公社
●釜山都市铁道4号线
古村（413）－安平（414）